# プログレスM-08M
プログレスM-08M（Progress M-08M）は、国際宇宙ステーションへの補給活動に使用される無人宇宙補給機である。NASAによる名称はプログレス40（Progress 40 略称: 40P）。2010年10月27日15:11(UTC)にソユーズ-Uロケットによりバイコヌール宇宙基地から打ち上げられた。本補給船の型式はProgress-M 11F615A60であり、この型式としては8番目に打ち上げられたプログレス補給船となった。また2010年に打ち上げられた5番目のプログレス補給船となった。本補給船は、RSC Energiaで製作され、ロシア連邦宇宙局で運用されている。第25次長期滞在を実施中に国際宇宙ステーションに到達し、第26次長期滞在を実施中の2011年1月23日にドッキング解除されるまで、国際宇宙ステーションにドッキングした状態であった。

## 打ち上げ前
2010年7月24日、プログレス補給船の打ち上げに使用するソユーズ-Uロケットを載せた鉄道車両が、バイコヌール宇宙基地に到着した。プログレスM-08M補給船は9月3日にバイコヌール宇宙基地に運ばれた。
プログレスM-08M補給船を載せたペイロードフェアリングは10月22日、宇宙船組立試験施設からロケット組立試験施設へと運ばれ、10月23日にソユーズUロケットとの組立作業が行われた。
10月25日、プログレスM-08M補給船を載せたソユーズ-Uロケットはロケット組立試験施設から運び出され、バイコヌール宇宙基地の発射台に据え付けられた。

## 打ち上げ
プログレスM-08Mを載せたソユーズ-Uロケットの打ち上げは、10月27日15時11分50秒（UTC）に実施された。打ち上げは無事に成功し、予定されていた地球周回軌道に投入された。国際宇宙ステーションとのドッキングは10月30日16時36分に行われた。ドッキングはクルス自動ドッキング装置でトラブルが起きたため、TORUを使ったISSからの手動操縦によるドッキングに切り替えて行われた。

## 補給品
- 飲料水
- 推進剤
- 酸素、空気
- その他以下に示す積荷など 
  - 食糧（米国・ロシアの宇宙食、野菜や果物などの生鮮食品）
  - 医薬品、長期滞在クルー用の衣服、衛生用品など
  - 実験ペイロード（実験装置Molniya-Gammaと、実験装置Coulomb Crystalのハードウェア）
  - 交換修理品、予備品など

計2,572kg

## ISSからの分離・再突入
プログレス補給船（40P）は、米国中部標準時間2011年1月23日午後6時42分（日本時間2011年1月24日午前9時42分）に国際宇宙ステーション（ISS）から分離し、その後、大気圏に再突入した。